# The Definitive Rock Collection (альбом Dokken)
The Definitive Rock Collection — двойной сборник американской мелодик-хеви-метал-группы Dokken, выпущенный 25 апреля 2006 года, наиболее полная коллекция песен группы, так как остальные компиляции включают лишь известные песни. Помимо студийных версий песен, компиляция содержит концертные версии.

## Список композиций

### Диск 1
1. «Breaking the Chains» — 3:51 (Доккен, Линч)
2. «Felony» — 3:09 (Доккен)
3. «Live to Rock (Rock to Live)» — 3:36 (Круасье, Доккен, Линч)
4. «Nightrider» — 3:14 (Браун, Доккен, Линч)
5. «Paris Is Burning» (Live) — 5:08 (Доккен, Линч)
6. «Tooth and Nail» — 3:41 (Браун, Линч, Пилсон)
7. «Just Got Lucky» — 4:35 (Линч, Пилсон)
8. «Don’t Close Your Eyes» — 4:11 (Доккен, Линч, Пилсон)
9. «Into the Fire» — 4:27 (Доккен, Линч, Пилсон)
10. «Alone Again» — 4:22 (Доккен, Пилсон)
11. «Turn on the Action» — 4:46 (Браун, Линч, Пилсон)
12. «Unchain the Night» — 5:20 (Браун, Доккен, Линч, Пилсон)
13. «The Hunter» — 4:08 (Браун, Доккен, Линч, Пилсон)
14. «In My Dreams» — 4:20 (Браун, Доккен, Линч, Пилсон)
15. «Lightnin' Strikes Again» — 3:48 (Браун, Доккен, Линч, Пилсон)
16. «It’s Not Love» — 4:59 (Браун, Доккен, Линч, Пилсон)
17. «Till the Livin' End» — 4:02 (Браун, Доккен, Линч, Пилсон)

### Диск 2
1. «Prisoner» — 4:21 (Браун, Линч, Пилсон)
2. «Heaven Sent» — 4:53 (Доккен, Линч, Пилсон)
3. «Mr. Scary» — 4:31 (Линч, Пилсон)
4. «So Many Tears» — 4:57 (Доккен, Линч, Пилсон)
5. «Burning Like a Flame» — 4:44 (Браун, Доккен, Линч, Пилсон)
6. «Dream Warriors» — 4:46 (Линч, Пилсон)
7. «Walk Away» — 5:01 (Доккен, Линч, Пилсон)
8. «Kiss of Death» (Live) — 5:30 (Доккен, Линч, Пилсон)
9. «When Heaven Comes Down» (Live) — 3:56 (Браун, Линч, Пилсон)
10. «Standing in the Shadows» (Live) — 4:37 (Доккен, Линч, Пилсон)
11. «Too High to Fly» — 7:12 (Доккен, Линч)
12. «Long Way Home» — 5:13 (Доккен, Линч, Пилсон)
13. «Escape» — 4:37 (Браун, Доккен, Левин)

## В записи участвовали
- Дон Доккен — вокал, гитара
- Джордж Линч — гитара, бэк-вокал
- Джуан Круасье — бас-гитара, бэк-вокал
- Мик Браун — ударные, бэк-вокал
- Джефф Пилсон — бас-гитара, бэк-вокал
- Джон Левин — гитара, бэк-вокал
- Барри Спаркс — бас-гитара